# Lista de episódios de The Sopranos

Logotipo da série.

A série dramática The Sopranos, criada por David Chase, estreou nos Estados Unidos pelo canal HBO. A série é composta por 86 episódios espalhados em seis temporadas; cada episódio tem aproximadamente cinquenta minutos de duração. As primeiras cinco temporadas consistem em treze episódios cada, e a sexta tem 21. A HBO transmitiu a sexta temporada em duas partes, a primeira de março a junho de 2006 com doze episódios e a segunda de abril a junho de 2007 com nove. As duas partes da sexta temporada também foram lançadas em DVD separadas, transformando a segunda parte em uma pequena sétima temporada, apesar disso não ser reconhecido pelos produtores e a HBO. Todas as temporadas estão disponíveis em DVD.
The Sopranos, diferentemente da maioria das outras séries de televisão, possuia um hiato maior entre suas temporadas do que os quatro meses usuais. Por exemplo, a quarta temporada estreou dezesseis meses após o final da terceira, e a sexta voltou quase dois anos depois da quinta.
James Gandolfini estrela The Sopranos como o chefão mafioso ítalo-americano Tony Soprano de Nova Jérsei. Edie Falco interpreta sua esposa Carmela Soprano e Lorraine Bracco interpreta sua terapeuta Dra. Jennifer Melfi. A história principal de The Sopranos envolve como Tony Soprano lida com os conflitos de sua vida pessoal e os da organização criminal que chefia.

## Episódios

### 1.ª Temporada: 1999
| №  | #  | Episódio                             | Direção             | Roteiro                                      | Exibição original       |
| -- | -- | ------------------------------------ | ------------------- | -------------------------------------------- | ----------------------- |
| 1  | 1  | "The Sopranos"                       | David Chase         | David Chase                                  | 10 de janeiro de 1999   |
| 2  | 2  | "46 Long"                            | Dan Attias          | David Chase                                  | 17 de janeiro de 1999   |
| 3  | 3  | "Denial, Anger, Acceptance"          | Nick Gomez          | Mark Saraceni                                | 24 de janeiro de 1999   |
| 4  | 4  | "Meadowlands"                        | John Patterson      | Jason Cahill                                 | 31 de janeiro de 1999   |
| 5  | 5  | "College"                            | Allen Coulter       | James Manos, Jr. & David Chase               | 7 de fevereiro de 1999  |
| 6  | 6  | "Pax Soprana"                        | Alan Taylor         | Frank Renzulli                               | 14 de fevereiro de 1999 |
| 7  | 7  | "Down Neck"                          | Lorraine Senna      | Robin Green & Mitchell Burgess               | 21 de fevereiro de 1999 |
| 8  | 8  | "The Legend of Tennessee Moltisanti" | Tim Van Patten      | Frank Renzulli & David Chase                 | 28 de fevereiro de 1999 |
| 9  | 9  | "Boca"                               | Andy Wolk           | Jason Cahill, Robin Green & Mitchell Burgess | 7 de março de 1999      |
| 10 | 10 | "A Hit Is a Hit"                     | Matthew Penn        | Joe Bosso & Frank Renzulli                   | 14 de março de 1999     |
| 11 | 11 | "Nobody Knows Anything"              | Henry J. Bronchtein | Frank Renzulli                               | 21 de março de 1999     |
| 12 | 12 | "Isabella"                           | Allen Coulter       | Robin Green & Mitchell Burgess               | 28 de março de 1999     |
| 13 | 13 | "I Dream of Jeannie Cusamano"        | John Patterson      | David Chase                                  | 4 de abril de 1999      |

### 2.ª Temporada: 2000
| №  | #  | Episódio                                    | Direção             | Roteiro                                        | Exibição original       |
| -- | -- | ------------------------------------------- | ------------------- | ---------------------------------------------- | ----------------------- |
| 14 | 1  | "Guy Walks into a Psychiatrist's Office..." | Allen Coulter       | Jason Cahill                                   | 16 de janeiro de 2000   |
| 15 | 2  | "Do Not Resuscitate"                        | Martin Bruestle     | Robin Green, Mitchell Burgess & Frank Renzulli | 23 de janeiro de 2000   |
| 16 | 3  | "Toodle Fucking-Oo"                         | Lee Tamahori        | Frank Renzulli                                 | 30 de janeiro de 2000   |
| 17 | 4  | "Commendatori"                              | Tim Van Patten      | David Chase                                    | 6 de fevereiro de 2000  |
| 18 | 5  | "Big Girls Don't Cry"                       | Tim Van Patten      | Terence Winter                                 | 13 de fevereiro de 2000 |
| 19 | 6  | "The Happy Wanderer"                        | John Patterson      | Frank Renzulli                                 | 20 de fevereiro de 2000 |
| 20 | 7  | "D-Girl"                                    | Allen Coulter       | Todd A. Kessler                                | 27 de fevereiro de 2000 |
| 21 | 8  | "Full Leather Jacket"                       | Allen Coulter       | Robin Green & Mitchell Burgess                 | 5 de março de 2000      |
| 22 | 9  | "From Where to Eternity"                    | Henry J. Bronchtein | Michael Imperioli                              | 12 de março de 2000     |
| 23 | 10 | "Bust Out"                                  | John Patterson      | Frank Renzulli, Robin Green & Mitchell Burgess | 19 de março de 2000     |
| 24 | 11 | "House Arrest"                              | Tim Van Patten      | Terence Winter                                 | 26 de março de 2000     |
| 25 | 12 | "The Knight in White Satin Armor"           | Allen Coulter       | Robin Green & Mitchell Burgess                 | 2 de abril de 2000      |
| 26 | 13 | "Funhouse"                                  | John Patterson      | David Chase & Todd A. Kessler                  | 9 de abril de 2000      |

### 3.ª Temporada: 2001
| №  | #  | Episódio                               | Direção             | Roteiro | Exibição original   |
| -- | -- | -------------------------------------- | ------------------- | --- | ------------------- |
| 27 | 1  | "Mr. Ruggerio's Neighborhood"          | Allen Coulter       | David Chase | 4 de março de 2001  |
| 28 | 2  | "Proshai, Livushka"                    | Tim Van Patten      | David Chase | 4 de março de 2001  |
| 29 | 3  | "Fortunate Son"                        | Henry J. Bronchtein | Todd A. Kessler | 11 de março de 2001 |
| 30 | 4  | "Employee of the Month"                | John Patterson      | Robin Green & Mitchell Burgess | 18 de março de 2001 |
| 31 | 5  | "Another Toothpick"                    | Jack Bender         | Terence Winter | 25 de março de 2001 |
| 32 | 6  | "University"                           | Allen Coulter       | Roteiro: Terence Winter & Salvatore J. Stabile História: David Chase, Terence Winter, Todd A. Kessler, Robin Green & Mitchell Burgess | 1 de abril de 2001  |
| 33 | 7  | "Second Opinion"                       | Tim Van Patten      | Lawrence Konner | 8 de abril de 2001  |
| 34 | 8  | "He Is Risen"                          | Allen Coulter       | Robin Green, Mitchell Burgess & Todd A. Kessler                                                                                       | 15 de abril de 2001 |
| 35 | 9  | "The Telltale Moozadell"               | Dan Attias          | Michael Imperioli | 22 de abril de 2001 |
| 36 | 10 | "...To Save Us All from Satan's Power" | Jack Bender         | Robin Green & Mitchell Burgess | 29 de abril de 2001 |
| 37 | 11 | "Pine Barrens"                         | Steve Buscemi       | Roteiro: Terence Winter História: Tim Van Patten & Terence Winter                                                                     | 6 de maio de 2001   |
| 38 | 12 | "Amour Fou"                            | Tim Van Patten      | Roteiro: Frank Renzulli História: David Chase                                                                                         | 13 de maio de 2001  |
| 39 | 13 | "Army of One"                          | John Patterson      | David Chase & Lawrence Konner | 20 de maio de 2001  |

### 4.ª Temporada: 2002
| №  | #  | Episódio                           | Direção             | Roteiro | Exibição original      |
| -- | -- | ---------------------------------- | ------------------- | --- | ---------------------- |
| 40 | 1  | "For All Debts Public and Private" | Allen Coulter       | David Chase | 15 de setembro de 2002 |
| 41 | 2  | "No Show"                          | John Patterson      | Terence Winter & David Chase | 22 de setembro de 2002 |
| 42 | 3  | "Christopher"                      | Tim Van Patten      | Roteiro: Michael Imperioli História: Michael Imperioli & Maria Laurino                                                                     | 29 de setembro de 2002 |
| 43 | 4  | "The Weight"                       | Jack Bender         | Terence Winter | 6 de outubro de 2002   |
| 44 | 5  | "Pie-O-My"                         | Henry J. Bronchtein | Robin Green & Mitchell Burgess | 13 de outubro de 2002  |
| 45 | 6  | "Everybody Hurts"                  | Steve Buscemi       | Michael Imperioli | 20 de outubro de 2002  |
| 46 | 7  | "Watching Too Much Television"     | John Patterson      | Roteiro: Terence Winter & Nick Santora História: David Chase, Robin Green, Mitchell Burgess & Terence Winter                               | 27 de outubro de 2002  |
| 47 | 8  | "Mergers and Acquisitions"         | Dan Attias          | Roteiro: Lawrence Konner História: David Chase, Robin Green, Mitchell Burgess & Terence Winter                                             | 3 de novembro de 2002  |
| 48 | 9  | "Whoever Did This"                 | Tim Van Patten      | Robin Green & Mitchell Burgess | 10 de novembro de 2002 |
| 49 | 10 | "The Strong, Silent Type"          | Alan Taylor         | Roteiro: Terence Winter, Robin Green & Mitchell Burgess História: David Chase                                                              | 17 de novembro de 2002 |
| 50 | 11 | "Calling All Cars"                 | Tim Van Patten      | Roteiro: David Chase, Robin Green, Mitchell Burgess & David Flebotte História: David Chase, Robin Green, Mitchell Burgess & Terence Winter | 24 de novembro de 2002 |
| 51 | 12 | "Eloise"                           | James Hayman        | Terence Winter | 1 de dezembro de 2002  |
| 52 | 13 | "Whitecaps"                        | John Patterson      | Robin Green, Mitchell Burgess & David Chase                                                                                                | 8 de dezembro de 2002  |

### 5.ª Temporada: 2004
| №  | #  | Episódio                       | Direção           | Roteiro                                     | Exibição original   |
| -- | -- | ------------------------------ | ----------------- | ------------------------------------------- | ------------------- |
| 53 | 1  | "Two Tonys"                    | Tim Van Patten    | Terence Winter & David Chase                | 7 de março de 2004  |
| 54 | 2  | "Rat Pack"                     | Alan Taylor       | Matthew Weiner                              | 14 de março de 2004 |
| 55 | 3  | "Where's Johnny?"              | John Patterson    | Michael Caleo                               | 21 de março de 2004 |
| 56 | 4  | "All Happy Families..."        | Rodrigo García    | Toni Kalem                                  | 28 de março de 2004 |
| 57 | 5  | "Irregular Around the Margins" | Allen Coulter     | Robin Green & Mitchell Burgess              | 4 de abril de 2004  |
| 58 | 6  | "Sentimental Education"        | Peter Bogdanovich | Matthew Weiner                              | 11 de abril de 2004 |
| 59 | 7  | "In Camelot"                   | Steve Buscemi     | Terence Winter                              | 18 de abril de 2004 |
| 60 | 8  | "Marco Polo"                   | John Patterson    | Michael Imperioli                           | 25 de abril de 2004 |
| 61 | 9  | "Unidentified Black Males"     | Tim Van Patten    | Matthew Weiner & Terence Winter             | 2 de maio de 2004   |
| 62 | 10 | "Cold Cuts"                    | Mike Figgis       | Robin Green & Mitchell Burgess              | 9 de maio de 2004   |
| 63 | 11 | "The Test Dream"               | Allen Coulter     | David Chase & Matthew Weiner                | 16 de maio de 2004  |
| 64 | 12 | "Long Term Parking"            | Tim Van Patten    | Terence Winter                              | 23 de maio de 2004  |
| 65 | 13 | "All Due Respect"              | John Patterson    | David Chase, Robin Green & Mitchell Burgess | 6 de junho de 2004  |

### 6.ª Temporada: 2006–2007
| №        | #  | Episódio                               | Direção        | Roteiro                                                      | Exibição original   |
| Parte I  |    |                                        |                |                                                              |                     |
| -------- | -- | -------------------------------------- | -------------- | ------------------------------------------------------------ | ------------------- |
| 66       | 1  | "Members Only"                         | Tim Van Patten | Terence Winter                                               | 12 de março de 2006 |
| 67       | 2  | "Join the Club"                        | David Nutter   | David Chase                                                  | 19 de março de 2006 |
| 68       | 3  | "Mayham"                               | Jack Bender    | Matthew Weiner                                               | 26 de março de 2006 |
| 69       | 4  | "The Fleshy Part of the Thigh"         | Alan Taylor    | Diane Frolov & Andrew Schneider                              | 2 de abril de 2006  |
| 70       | 5  | "Mr. & Mrs. John Sacrimoni Request..." | Steve Buscemi  | Terence Winter                                               | 9 de abril de 2006  |
| 71       | 6  | "Live Free or Die"                     | Tim Van Patten | David Chase, Terence Winter, Robin Green & Mitchell Burgess  | 16 de abril de 2006 |
| 72       | 7  | "Luxury Lounge"                        | Danny Leiner   | Matthew Weiner                                               | 23 de abril de 2006 |
| 73       | 8  | "Johnny Cakes"                         | Tim Van Patten | Diane Frolov & Andrew Schneider                              | 30 de abril de 2006 |
| 74       | 9  | "The Ride"                             | Alan Taylor    | Terence Winter                                               | 7 de maio de 2006   |
| 75       | 10 | "Moe n' Joe"                           | Steve Shill    | Matthew Weiner                                               | 14 de maio de 2006  |
| 76       | 11 | "Cold Stones"                          | Tim Van Patten | Diane Frolov, Andrew Schneider & David Chase                 | 21 de maio de 2006  |
| 77       | 12 | "Kaisha"                               | Alan Taylor    | Terence Winter, David Chase & Matthew Weiner                 | 28 de maio de 2006  |
| Parte II |    |                                        |                |                                                              |                     |
| 78       | 13 | "Soprano Home Movies"                  | Tim Van Patten | Diane Frolov, Andrew Schneider, David Chase & Matthew Weiner | 8 de abril de 2007  |
| 79       | 14 | "Stage 5"                              | Alan Taylor    | Terence Winter                                               | 15 de abril de 2007 |
| 80       | 15 | "Remember When"                        | Phil Abraham   | Terence Winter                                               | 22 de abril de 2007 |
| 81       | 16 | "Chasing It"                           | Tim Van Patten | Matthew Weiner                                               | 29 de abril de 2007 |
| 82       | 17 | "Walk Like a Man"                      | Terence Winter | Terence Winter                                               | 6 de maio de 2007   |
| 83       | 18 | "Kennedy and Heidi"                    | Alan Taylor    | Matthew Weiner & David Chase                                 | 13 de maio de 2007  |
| 84       | 19 | "The Second Coming"                    | Tim Van Patten | Terence Winter                                               | 20 de maio de 2007  |
| 85       | 20 | "The Blue Comet"                       | Alan Taylor    | David Chase & Matthew Weiner                                 | 3 de junho de 2007  |
| 86       | 21 | "Made in America"                      | David Chase    | David Chase                                                  | 10 de junho de 2007 |